# Wilhelm Hülsemann (Politiker, 1853)
Wilhelm Hülsemann (voller Name: Karl Heinrich Wilhelm Hülsemann, * 26. April 1853 in Arnstadt; † 22. September 1932 in Sigmaringen, beigesetzt ebenda) war ein deutscher Politiker, Hofkammerrat und Vorsitzender der Kommunallandtags der Hohenzollernschen Lande.
Nach dem Abitur 1873 studierte Hülsemann Rechtswissenschaft in Leipzig. Anschließend war er zunächst Regierungsassessor in Sondershausen und Kammerdirektor bei den Grafen Stolberg-Stolberg in Stolberg. Ab 1891 war er in den preußischen Hohenzollernschen Landen in Sigmaringen Fürstlich Hohenzollernscher Hofkammerrat. Fürst Leopold von Hohenzollern und ab 1905 Wilhelm von Hohenzollern verfügten über eine Stimme im Kommunallandtag, für die sie sich vertreten lassen durften. Hülsemann vertrat die Fürsten dort von 1895 bis zur Novemberrevolution 1918. 1899 bis 1918 stand er dem Kommunallandtag (als Nachfolger von August Evelt) als Vorsitzender vor. Sein Nachfolger 1918 wurde Emil Belzer. Besondere Verdienste erwarb er sich bei der Gründung der Hohenzollerischen Landesbahn.